# Keiss
Keiss (Schots-Gaelisch: Cèis) is een kustdorp in de Schotse lieutenancy Caithness in het raadsgebied Highland.
Ongeveer 2 kilometer ten noorden van het centrum van Keiss bevinden zich de ruïnes van Keiss Castle.